# Peridromo

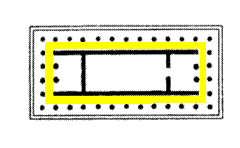
Pianta di un tempio periptero. In giallo è evidenziato il peridromo

Il peridromo è un elemento architettonico in uso nell'architettura greca. Si tratta di una galleria coperta intorno ad un edificio. Nei templi perìpteri è lo spazio tra la peristasi e il muro della cella. Nell'antica Grecia veniva usato come passeggiata.